# Maria Penner
Maria Penner (* 28. April 2006 in Verden (Aller)) ist eine deutsche Fußballspielerin. Die einmalige Juniorennationalspielerin gehört seit 2022 Werder Bremen an.

## Karriere

### Vereine
Penner begann in der Jugendmannschaft von Werder Bremen mit dem Fußballspielen und kam zuletzt in der Staffel Nord/Nordost der B-Juniorinnen-Bundesliga zum Einsatz. In der Saison 2022/23 wurde sie in 16 Punktspielen eingesetzt, das erste Mal zum Saisonstart am 3. September bei der 0:1-Niederlage im Heimspiel gegen den Liganeuling Osnabrücker SC. Ihr erstes Tor erzielte sie am 1. Oktober (4. Spieltag) beim 5:0-Sieg im Auswärtsspiel gegen den 1. FC Union Berlin mit dem Treffer zum Endstand in der 75. Minue. In der Folgesaison wurde sie in zwölf Punktspielen berücksichtigt, in denen ihr drei Tore gelangen. Während dieser Zeit kam sie auch für die Zweitvertretung in der drittklassigen Regionalliga Nord in sieben Punktspielen zum Einsatz. Ihre Premiere im Seniorinnenbereich hatte sie am 5. November 2023 (10. Spieltag) beim 1:1-Unentschieden im Auswärtsspiel gegen den ATS Buntentor mit Einwechslung für Kim-Sophie Baade in der 65. Minute. In der Folgesaison wurde sie in 13 Punktspielen berücksichtigt, in denen ihr am 15. September 2024 (2. Spieltag) beim 1:1-Unentschieden im Auswärtsspiel gegen den TSV Barmke mit dem Führungstor in der 42. Minute ihr erstes Tor im Seniorinnenbereich gelang.
Am 8. und 14. Dezember gehörte sie den Spieltagskadern der ersten Mannschaft an, wobei sie ohne Einsatz geblieben war. Am 16. Februar 2025 (15. Spieltag) kam sie im Auswärtsspiel gegen den amtierenden Meister FC Bayern München zu ihrem Bundesligadebüt. Bei der 0:1-Niederlage durch das Siegtor von Pernille Harder in der 16. Minute, wurde sie in der 72. Minute für Saskia Matheis eingewechselt. Am 17. und 18. Spieltag wurde sie in der 78. und 60. Minute eingewechselt (0:6 vs. Bayer 04 Leverkusen, 1:4 vs. Eintracht Frankfurt) und am 19. und 20. Spieltag spielte sie jeweils 90 Minuten lang (1:0 vs. SGS Essen, 3:0 vs. FC Carl Zeiss Jena).
Höhepunkt dürfte ihr Einsatz am 1. Mai 2025 im Finale um den DFB-Pokal im Kölner Rheinenergiestadion bei der 2:4-Niederlage gegen den FC Bayern München gewesen sein – auch wenn sie in der 35. Minute verletzungsbedingt für Lara Schmidt ausgewechselt werden musste. Am 27. Juli 2025 unterzeichnete sie ihren ersten Profivertrag mit dem Verein.

### Auswahl- / Nationalmannschaft
Penner kam als Spielerin der Auswahlmannschaft des Bremer Fußball-Verbandes in den Altersklassen U16 und U19 im Turnier um den DFB-Länderpokal an der Sportschule Wedau in Duisburg in jeweils drei Spielen zum Einsatz; zunächst vom  6. bis 8. April 2022, danach vom 1. bis 3. Oktober 2024.
Ihr einziges Länderspiel für den DFB bestritt sie für die U19-Nationalmannschaft, die das am 30. Mai 2025 in Frankfurt am Main ausgetragene Freundschaftsspiel gegen die U19-Nationalmannschaft Englands mit 3:2 gewann; sie wurde in der 80. Minute für Estrella Merino Gonzalez eingewechselt.

## Erfolge
- DFB-Pokal-Finalist 2025